# Xénobiotique
Un xénobiotique (du grec ancien ξενος « étranger » et βιος « vie ») est une substance présente dans un organisme vivant mais qui lui est étrangère : il n'est ni synthétisé par l'organisme lui-même, ni par son alimentation naturelle.
Un xénobiotique est une molécule chimique polluante et parfois toxique à l'intérieur d'un organisme, y compris en faibles voire très faibles concentrations. Deux cas typiques de xénobiotiques sont les pesticides, et les médicaments, en particulier les antibiotiques.
Cette toxicité s’explique parfois par l’absence d'adaptation d'organismes qui n’ont jamais rencontré une substance lors de leur évolution ; par des phénomènes naturels de rejets liés à l'immunité ; par des actions de perturbateur endocrinien du xénobiotique ; ou pour des raisons toxicologiques (toxicité « intrinsèque » du xénobiotique ou sa capacité à agir en synergie avec un autre polluant ou facteur infectieux).

## Écotoxicologie
L'écotoxicologie est l'étude de l'effet des xénobiotiques sur les organismes et les écosystèmes à l'échelle moléculaire, cellulaire, physiologique, comportementale et à l'échelle des populations.
Des synergies toxiques entre différents xénobiotiques expliquent certains phénomènes toxicologiques ou écotoxicologiques. 

Ces phénomènes, parfois très complexes, sont encore incompris et difficiles à modéliser.

## Métabolisme des xénobiotiques
Cunninghamella elegans est une espèce de champignon trouvée dans les sols et utilisée comme organisme modèle du métabolisme mammalien des xénobiotiques. 